# Oliver Olsen
Oliver Olsen, né le 13 août 2000 à Ribe au Danemark, est un footballeur danois qui évolue au poste d'arrière droit au Randers FC.

## Biographie

### En club
Né à Ribe au Danemark, Oliver Olsen est formé au Esbjerg fB avant de rejoindre le FC Midtjylland, où il poursuit sa formation, intégrant dans un premier temps l'équipe des moins de 19 ans du club. Avec cette équipe il participe à la Youth League lors de la saison 2018-2019, s'illustrant le 13 mars 2019 en marquant un but face aux jeunes de Manchester United. Il contribue ainsi au succès de son équipe par trois buts à un et qui se qualifie pour les quarts de finale de la compétition.
Olsen joue son premier match en professionnel avec ce club, le 16 décembre 2018, à l'occasion d'une rencontre de Superligaen, la première division danoise, face à l'AC Horsens. Il entre en jeu à la place de Rilwan Hassan lors de ce match remporté par son équipe par trois buts à un.
Le 29 juillet 2021, Olsen est prêté par le FC Midtjylland au FC Fredericia, pour une saison,.
Le 31 juillet 2023, Oliver Olsen rejoint le Randers FC. Il signe un contrat de trois ans avec son nouveau club, soit jusqu'en juin 2026.

### En sélection
Avec l'équipe du Danemark des moins de 17 ans, Oliver Olsen joue un total de quatorze matchs entre 2016 et 2017, et marque un but. Ce but est inscrit dès son premier match, le 3 août 2016 face à Chypre. Il est titularisé et contribue ainsi à la victoire de son équipe par quatre buts à un.
Il joue également avec les moins de 18 ans, faisant quatre apparitions entre 2017 et 2018.